# Circolo linguistico di Mosca
Il Circolo linguistico di Mosca (in russo Московский лингвистический кружок?, Moskovskij lingvističeskij kružok) è stato un gruppo di critici letterari e linguisti russi attivo fra il 1915 e il 1924 circa.

## Storia

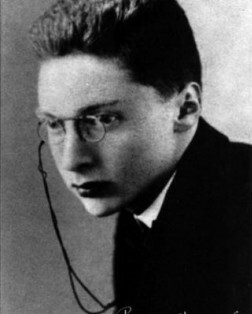
Roman Jakobson

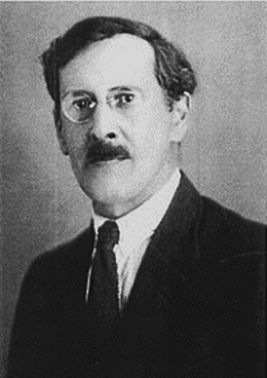
Sergej Karcevskij

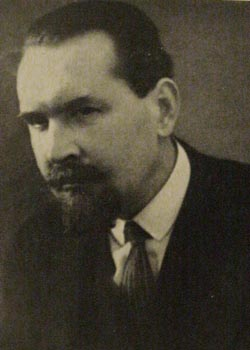
Nikolaj Sergeevič Trubeckoj

Il circolo fu fondato nell'inverno 1914-15 da un gruppo di studiosi della facoltà di Storia e Filologia dell'Università di Mosca, con l'intento di promuovere studi di linguistica e di poetica, secondo quanto affermava il programma che gli organizzatori sottoposero ad Aleksej Aleksandrovič Šachmatov, famoso linguista e segretario dell'Accademia delle scienze. Fra gli aderenti, Roman Jakobson, che ne fu il segretario fra il 1915 e il 1919, Osip Maksimovič Brik, che nel 1916 curò la prima raccolta collettiva di studi sulla teoria del linguaggio poetico, i linguisti Sergej Karcevskij e Nikolaj Sergeevič Trubeckoj.
Agli inizi del 1917 alcuni membri del Circolo moscovita, soprattutto Jakobson e Brik, presero contatto con i giovani studenti universitari che a San Pietroburgo (all'epoca Pietrogrado) avevano costituito la Società per lo studio del linguaggio poetico (Obŝestvo izučeniâ poètičeskogo âzyka) conosciuta con l'abbreviazione "OPOÂZ" (o "Opojaz"). Dirà Viktor Šklovskij, leader dell'Opojaz, a una domanda di Serena Vitale circa i rapporti fra l'Opojaz e il circolo di Mosca:
(Serena Vitale, Viktor Šklovskij Testimone di un'epoca : conversazioni con Serena Vitale, Roma, Editori riuniti, 1979, p. 38)
I rapporti di dialettico scambio fra il Circolo linguistico di Mosca e la Società per lo studio del linguaggio poetico di Pietrogrado diedero origine alla scuola nota come Formalismo russo, sebbene molti appartenenti a queste due scuole, fra cui Jakobson, rifiutassero il termine «formalismo», giudicato denigratorio e comunque creato dall'esterno.
Nel periodo 1915-1918 gli interessi del Circolo riguardarono soprattutto il folklore, l'etnografia e la dialettologia. Nel 1919-1922, gli interessi si spostarono sulla poesia e sul linguaggio poetico. La difficile situazione della Russia post-rivoluzionaria spinse molti aderenti all'estero e allo scioglimento del Circolo moscovita. Jakobson, Karcevskij e Trubeckoj nel 1926 furono fra i fondatori del Circolo linguistico di Praga, il quale, creato a somiglianza del Circolo moscovita, permise la diffusione mondiale dei contributi sulla lingua elaborati all'interno del circolo russo.